# Романов, Виктор Викторович

Мемориальная доска в Коломне, на доме № 6 по улице Спирина, где проживал В. В. Романов

Виктор Викторович Романов (15 мая 1972 — 1 марта 2000) — командир батареи 1140-го гвардейского артиллерийского полка 76-й гвардейской воздушно-десантной дивизии, гвардии капитан. Герой Российской Федерации (посмертно).

## Биография
Родился 15 мая 1972 года в посёлке Сосьва Серовского района Свердловской области.
В 1989 году поступил в Тбилисское высшее артиллерийское командное училище им. 26 Бакинских комиссаров. После расформирования в 1992 году Тбилисского ВАКУ продолжил учёбу в Коломенском ВАКУ, которое окончил в 1993 году.
С 20 ноября 1994 года по февраль 1995 года участвовал в боевых действиях по восстановлению конституционного порядка в Чечне. Участник штурма Грозного в новогоднюю ночь 1994—1995 годов. Награждён орденом Мужества и медалью «За воинскую доблесть» 1-й степени.

## Подвиг
1 марта 2000 года при выполнении боевой задачи на территории Чеченской республики гвардии капитан Романов был приданным арткорректировщиком 6-й парашютно-десантной роты 104-го гвардейского парашютно-десантного полка 76-й гвардейской воздушно-десантной дивизии.
Погиб, вызвав артиллерийский огонь на себя. За мужество и героизм, проявленные в боях с террористами, посмертно удостоен звания Герой Российской Федерации.

## Память
- 1 марта 2011 года в п. Сосьва в школе № 1, где учился Виктор Романов, торжественно открыта мемориальная доска памяти Героя. 11 декабря 2014 года на территории школы была установлена памятная стела[1]. Также в Сосьве именем героя названа улица.
- 1 марта 2016 года на фасаде дома в Пскове, где проживал Виктор Романов, установлена памятная доска[2].
- 22 февраля 2020 года в торжественной обстановке в рамках памятных мероприятий, посвящённых 20-й годовщине подвига псковских десантников на высоте 776,0 в Чеченской республике, в городе Коломне, на ул. Спирина, д. 6, открыта мемориальная доска Герою Российской Федерации В. В. Романову. В настоящее время в этом доме проживают вдова героя, его дочь и внук.
- 6 августа 2021 года, в Мемориальном парке города Коломны, торжественно открыт бюст Героя России, гвардии капитана Виктора Викторовича Романова[3].